# 王映心
王映心，台北市人，是基進黨台北黨部執行委員。2018年3月13日，代表基進黨參選臺北市議員，11月24日選舉結果，只拿下2,411票敗選。2019年台灣基進提名為臺北市第7選舉區候選人，選舉結果未能贏得勝選。

## 政治
2018年3月13日，基進黨中央宣佈王映心成為基進黨所提名的候選人，正式角逐2018年臺北市議員選舉候選人。2018年11月24日選舉結果，只拿下2,411票敗選，是該區第二低票。

## 選舉紀錄
| 年度 | 選舉屆數               | 選舉區           | 所屬政黨 | 得票數 | 得票率 | 當選標記 | 備註 |
| ---- | ---------------------- | ---------------- | -------- | ------ | ------ | -------- | ---- |
| 2018 | 第十三屆台北市議員選舉 | 台北市第一選舉區 | 台灣基進 | 2,411  | 0.86%  |          |      |
| 2020 | 第十屆立法委員選舉     | 台北市第七選舉區 | 台灣基進 | 1,979  | 1.08%  |          |      |

## 外部連結
- 映心地下放送局的Facebook專頁
- YouTube上的映心地下放送局頻道